# Athletic Club Morelos
El Athletic Club Morelos fue un equipo de fútbol de México. Tenía como sede la ciudad de Cuernavaca, Morelos y participaba en la Segunda División de México.

## Historia
El equipo nace en 2015 como filial de Zacatepec Siglo XXI y tomando como base al Atlético Cuernavaca, de la Tercera División de México. Cuatro años después desapareció junto con Zacatepec y la franquicia fue tomada por el Gobierno del Estado de Morelos y transformada en Halcones de Morelos.  El máximo ídolo como jugador es Jairo Cárdenas quien salvo al equipo del descenso.

## Estadio
El Estadio Centenario se ubica al norte de la ciudad de Cuernavaca, Morelos, en la Avenida Universidad, en la colonia Lienzo Charro. Es el tercer estadio más grande del Estado de Morelos con capacidad de 14.800 personas después del Estadio Agustín Coruco Díaz y del Estadio Mariano Matamoros.